# Tembisa
Tembisa is een plaats in de Zuid-Afrikaanse provincie Gauteng.
Tembisa telt ongeveer 465.000 inwoners en is in 1957 als township gesticht.

## Subplaatsen
Het nationaal instituut voor de statistiek, Stats SA, deelt sinds de census 2011 deze hoofdplaats in in 65 zogenaamde subplaatsen (sub place), waarvan de grootste zijn:
Duduza • Ehlanzeni • Esselen Park • Hospital View • Lifateng • Phomolong • Sethokga • Umthambeka • Vusimuzi • Winnie Mandela • Winnie Mandela Ext 12 • Winnie Mandela Ext 4 • Winnie Mandela Ext 6.

## Geboren
- George Maluleka (7 januari 1989), voetballer